# 檜山村 (島根県)
檜山村（ひやまむら）は、島根県簸川郡にあった村。現在の出雲市多久谷町、多久町、岡田町、上岡田町にあたる。

## 地理
- 河川：多久谷川[1]、多久川[2]
- 山岳：大船山[2]

## 歴史
- 1889年（明治22年）4月1日、町村制の施行により、楯縫郡多久谷村、多久村、岡田村が合併して村制施行し、檜山村が発足[3][4]。
- 1894年（明治27年）大字岡田の一部を久多美村に編入[5]。
- 1896年（明治29年）4月1日、郡の統合により簸川郡に所属[4]。
- 1951年（昭和26年）4月1日、簸川郡平田町、灘分村、国富村、鰐淵村、西田村、久多美村、東村と合併して平田町が存続し廃止された[3][4]。

### 地名の由来
村内の山名による。

## 産業
- 農業（タバコ）[3]